# Welle (Oost-Vlaanderen)
Welle is een dorp in de Belgische provincie Oost-Vlaanderen en een deelgemeente van Denderleeuw, het was een zelfstandige gemeente tot aan de gemeentelijke herindeling van 1977. Welle ligt net ten noordwesten van het centrum van Denderleeuw, en de kern is er tegenwoordig mee vergroeid. De plaats ligt in de Denderstreek. De gemeente Denderleeuw is een product van de fusiebeweging in de jaren zeventig. Sinds 1 januari 1977 vormen de gemeenten Denderleeuw, Iddergem en Welle een nieuwe entiteit: de gemeente Denderleeuw. De gemeente Denderleeuw wordt ten noorden begrensd door Aalst, ten oosten door Affligem en Liedekerke, ten zuiden door Ninove en ten westen door Haaltert. Op bestuurlijk vlak behoort Denderleeuw tot het kanton Ninove van het arrondissement Aalst, in de provincie Oost-Vlaanderen. Op justitieel gebied maakt Welle en Denderleeuw deel uit van het gerechtelijk arrondissement Dendermonde.

## Geschiedenis
Op een begraafplaats bij Welle werden voorwerpen gevonden waaruit bleek dat de plek al bewoond werd door de Franken. Ridders van Erembodegem hadden in de 12e eeuw bezittingen in Welle. Tussen de 13e en 17e eeuw vormde Welle een vierschaar met Iddergem, Teralfene en Erembodegem.

### De naam 'Welle'
De plaatsnaam Welle verschijnt voor het eerst in een charter uit 1196, waarin men het heeft over een zekere Boidin de Wella, die het document als getuige ondertekende. Over de oorsprong en betekenis van de naam Welle zijn de wetenschappers het evenwel oneens. Sommigen beweren dat het ontsproten is van de persoonsnaam Wallo en verwijzen daarbij naar het dorp Wellen in de streek van Borgloon. Volgens anderen slaat de term welle eigenlijk op aqua fontana, wat Latijn is voor fonteinwater. Maurits Gysseling houdt het op een Germaanse benaming, afgeleid van waljon, wat zoveel betekent als bron, wel, ziedend waterloopje. Dat lijkt zeer aannemelijk, want de Wildebeek voldoet zeker aan deze omschrijving. Het voorvoegsel Wilde- suggereert althans een snelstromende waterloop.

### Eerste nederzetting
Hoewel het dorp zich vermoedelijk wel ontwikkeld heeft langs de loop van de Wildebeek, blijft het speculeren over de locatie van de eerste nederzetting. De omgeving van de vruchtbare Wellemeersen, aan de oever van de Dender, lijkt het meest voor de hand liggend. Archeologische vondsten in de buurt, meer bepaald op het oude kerkhof, laten vermoeden dat er zich hier een Frankische begraafplaats bevond en dat het gebied reeds van in het begin van de christelijke jaartelling bewoond is geweest.
Toch duurde het wellicht nog tot de 11de eeuw alvorens de rest van de latere gemeente Welle ontgonnen werd en de bos- en veldgebieden stilaan omgezet werden in landbouwgrond. Centraal ontstonden zo twee driesen of pleinen, waarrond zich een gehucht ontwikkelde. De groei van Welle naar een volwaardig dorp dateert van daarna.

### 's Graven propre dorp
In de 12de en 13de eeuw bezat het riddergeslacht van Erembodegem, als vazal van de graven van Vlaanderen, verschillende leengoederen in Welle. Het dorp maakte samen met Iddergem, Teralfene en Erembodegem deel uit van de heerlijkheid Erembodegem.
Michiel van Boelare, heer van Erembodegem, verkocht in 1227 zijn heerlijk bezit aan de graaf van Vlaanderen, zodat Welle en Iddergem onder het rechtstreekse gezag van de graaf kwamen te staan. Samen met 20 andere dorpen in het Land van Aalst werden zij 's Graven propre dorpen, waar de graaf bijzondere rechten had: hij mocht een baljuw en zeven schepen benoemen, bezat er bronnen van inkomsten en mocht er recht spreken.

### In handen van de familie Vilain XIIII
In 1626 verkocht koning Filips IV van Spanje de heerlijkheid aan Albert de Bossu, heer van Liedekerke-Denderleeuw. Hij verkocht de vier dorpen op zijn beurt aan de heer van Overham. Pas in 1689 werden de vier dorpen gesplitst: Welle en Iddergem (beiden vormden voorheen samen ook al een vierschaar) kwamen in handen van de familie Vilain XIIII, de jongste tak van het ridderlijk huis Vilain de Gand (het getal 14 vindt zijn oorsprong in de wapenspreuk "Verdien in hoop").
De nieuwe heer van Welle en Iddergem was Frans Ignaas Jozef Vilain XIIII, die ook algemeen ontvanger was van het Land van Aalst. Na zijn dood in 1734 werd hij in beide functies opgevolgd door zijn oudste zoon, Charles François Joseph Vilain XIIII. Diens dochter trouwde met Karel Frans de Baillet, burggraaf de Merlemont, die na de dood van zijn schoonvader in 1786 heer van Welle en Iddergem werd, tot het definitieve einde van het ancien régime in 1795.
Vader en zoon Vilain XIIII werden in de kerk van Welle begraven, net voor het altaar. Door de verbouwingen van de kerk in de 19de eeuw zijn hun graven echter verloren gegaan, maar op het Wellese kerkhof staat nog steeds het bovenste gedeelte van de grafzerk van Charles François Joseph Vilain XIIII.

### Onder Frans gezag
In 1795 kwamen de streek onder het gezag van Frankrijk. Enkele jaren later al, in 1798, namen vele inwoners van Welle, Denderleeuw en Iddergem deel aan de Boerenkrijg tegen de Franse overheersing. Die opstandigheid was al heel wat minder prominent aanwezig tijdens het Hollandse bewind of bij de Belgische revolutie in 1830.

### Eerste en laatste burgemeester
In 1696 had Welle zijn eerste burgemeester. Opmerkelijk is dat zowel de eerst gekende burgervader als de laatste burgemeester van het zelfstandige Welle (tot 1976) dezelfde naam droegen, namelijk Felix Van Der Poorten.
Sinds 1977 is Welle weer verenigd met Iddergem en maken ze samen met Denderleeuw deel uit van de gelijknamige fusiegemeente.

## Bezienswaardigheden
- De Sint-Pietersbandenkerk

## Natuur en landschap
Welle ligt aan de Dender met als hoogste punt 33 meter. Het belangrijkste natuurgebied is Wellemeersen in het grensgebied tussen Denderleeuw, Welle en Erembodegem. Het is een vogelrijk gebied dat voornamelijk gekenmerkt wordt door moerasbossen, natte weilanden en bomputten. De Wellemeersen werd in 1980 als landschap beschermd. De erkenning van het natuurreservaat, met een oppervlakte van ongeveer 64 ha, loopt tot 18 november 2024.

## Demografische ontwikkeling
- Bronnen:NIS, Opm:1831 tot en met 1970=volkstellingen; 1976 = inwoneraantal op 31 december

## Kerkhof
Het Kerkhof van Welle is een gemeentelijke begraafplaats. Het kerkhof ligt in het dorpscentrum rond de Sint-Pieters-Bandenkerk. Aan de zuidelijke kerkhofmuur hangt een herinneringsplaat voor de gesneuvelde dorpsgenoten uit de beide wereldoorlogen.

## Rommelmarkt
De rommelmarkt vindt plaats in alle straten van Welle, op de laatste zondag van juni. Het wordt de Grootste Garageverkoop & Rommelmarkt van Vlaanderen genoemd. Het dorp is die dag bijna volledig verkeersvrij, de standjes zijn verspreid over heel Welle. De inwoners zetten hun garage open of verkopen hun spullen op hun eigen oprit of stoep, met daartussen nog vele standjes van niet-Wellenaars.

## Toerisme
Door het dorp loopt onder meer de fietsroute Denderende steden.
Welle beschikt ook over haar eigen streekbier.
Deelgemeenten: Denderleeuw · Iddergem · Welle 

Wijken en gehuchten: Hemelrijk · Huissegem · Leeuwbrug

Belgische gemeenten · Arrondissement Aalst · Oost-Vlaanderen · Vlaanderen